# فينود راي
فينود راي (بالهندية: विनोद राय؛ بالإنجليزية: Vinod Rai) هو اقتصادي هندي، ولد في 23 مايو 1948 في Ghazipur ‏ في الهند. هو الرئيس الحالي لفريق المدققين الخارجيين التابع للأمم المتحدة.